# Invokavitpredigten
Die Invokavitpredigten sind acht Predigten, die Martin Luther vom 9. bis zum 16. März 1522 in Wittenberg beginnend mit dem Sonntag Invokavit (dem ersten Sonntag der Passionszeit) hielt und damit die Wittenberger Bewegung beendete.
Durch seine Predigten erreichte Luther, dass die Reformation in Wittenberg wieder einen geordneten Gang nahm.

## Die Ausgangssituation
Während Martin Luther auf der Wartburg als Junker Jörg versteckt war, radikalisierte sich die reformatorische Bewegung in Wittenberg unter der Führung von Andreas Karlstadt bis hin zum Bildersturm.

### Luther auf der Wartburg
Am 26. Mai 1521 wurde Luther in die Reichsacht „getan“, was bedeutet, dass ihn niemand mehr unterstützen durfte, ja seine Tötung jederzeit möglich, wenn nicht sogar erwünscht war. Kurfürst Friedrich der Weise ließ Luther auf die Wartburg bringen, um ihn dem Zugriff zu entziehen. Er blieb bis zum 1. März 1522 unter dem Decknamen Junker Jörg auf der Wartburg und übersetzte dort das Neue Testament.

### Die Geschehnisse in Wittenberg
Durch die Abwesenheit Luthers – der immer eine Integrationsfigur der verschiedenen reformatorischen Bewegungen Deutschlands war – überhitzte sich die Reformation in Wittenberg. Andreas Karlstadt feierte die Messe ohne Messgewand, in deutscher Sprache und das Abendmahl in beiderlei Gestalt, also mit Brot und Wein für die „Laien“, außerdem entfernte er aus der Kirche alle Bilder.
Was heute wie ein normaler evangelischer Gottesdienst wirkt, war für viele Wittenberger eine völlige Überforderung, da sie das Gefühl hatten, ohne „ordentliche“ Messe, die vertrauten Andachtsbilder, einen ordentlich gekleideten Pfarrer dem Teufel schutzlos ausgeliefert zu sein. Dementsprechend kam es nicht nur zu Unruhen in der Stadt, sondern auch zu Tumulten im Gottesdienst selbst. Diese Situation veranlasste Luther, die Wartburg gegen den Widerstand von Kurfürst Friedrich zu verlassen, um in Wittenberg die Situation wieder zu beruhigen.

## Die Predigten
Die Predigten wurden vom 9. bis 16. März 1522, in der Invokavitwoche und am Sonntag Reminiszere, gehalten.

### Die erste Predigt – zum Sonntag Invokavit 1522
1. Einleitung: Jeder Mensch ist am Ende seines Lebens dafür verantwortlich, dass er den Glauben richtig gelernt hat; deshalb will er nun einige Grundsätze klarmachen.
2. Wir sind Kinder des Zorns und dürfen daher nicht auf unsere eigenen Entscheidungen und Handlungen stolz sein oder uns gar eine Belohnung von Gott erwarten.
3. Allein der Glaube an den Sohn Gottes rettet vor der Verdammnis.
4. „Wir müssen auch den Glauben haben und durch die Liebe einander tun, wie Gott uns durch den Glauben getan hat … Gott will keine Zuhörer oder Nachplapperer des Wortes (Gottes), sondern Nachfolger und Ausübende.“
5. Was bedeutet 4) nun? Zwar ist mit dem Apostel Paulus „alles erlaubt, aber deshalb noch lange nicht alles förderlich“.
6. Das Hauptstück der Argumentation: Zwar ist es dem Wort Gottes entsprechend, die (lateinische) Messe abzuschaffen, aber ist es auch sinnvoll, dies in dieser Eile zu tun? Denn:

a) Brauchen nicht alle Menschen eine Kindheit, in der sie liebevoll von der Mutter mit weicher Nahrung aufgezogen werden? Verlangt denn eine Mutter von ihren Kindern, dass sie sofort erwachsen werden müssen? Die Wittenberger sind noch „Kinder im Glauben und schwach im Glauben“; ihnen das Gewohnte zu entziehen, wäre „lieblos“ und daher unchristlich und auch sinnlos.
b) Hätte Luther nicht selbst längst all dies tun können? Hätte er nicht längst die lateinische Messe abschaffen etc. können?  Er war schon längst soweit – aber was hätten dann jene gesagt, die nun gerade erst zu dieser Erkenntnis gelangt sind? Wären sie nicht genauso überfordert gewesen? Und hätte er dann nicht völlig alleine dagestanden? Was soll dieses überstürzte (und unbedachte) Handeln also dem Anliegen (der Reformation) helfen?
Damit genug von der Messe, morgen wird es um die Bilder gehen (die in Wirklichkeit erst in der dritten Predigt behandelt werden).

### Die zweite Predigt – zum Montag nach dem Sonntag Invokavit 1522
Entgegen der Ankündigung geht es nicht um die Bilder.
1. Nur halb so lang wie die Sonntagspredigt, wiederholt Luther zunächst aus der vorhergegangenen 4) und beschäftigt sich dann mit der Sinnlosigkeit eines „erzwungenen Glaubens“.
2. „Ich kann nicht weiter an Menschen herankommen, als bis zu deren Ohr; in ihr Herz kann ich nicht kommen. Und weil ich den Glauben nicht in ihr Herz gießen kann, so kann und darf ich sie niemals zwingen oder bedrängen, denn Gott tut es alleine und ‚macht‘, dass er im Herzen (der Menschen) lebt.“
3. Im Weiteren rechnet Luther mit allen Fanatikern ab, egal ob auf evangelischer oder päpstlicher Seite.

### Die dritte Predigt – zum Dienstag nach dem Sonntag Invokavit 1522
1. Wir haben (in den ersten Predigten) von „den Dingen die sein müssen (gehört) … Nun folgen die Dinge, die … von Gott frei gelassen sind und die man halten mag oder auch nicht.“
2. So z. B. der Zölibat, denn ein Mönch oder eine Nonne, die nicht enthaltsam leben können, die sollen sich einen Ehepartner nehmen.
3. Das Entscheidende aber ist, dass „im Jüngsten Gericht niemand sagen darf: Jemand hat etwas gesagt, alle haben es gemacht, und ich bin einfach der Masse nachgelaufen! Jede Entscheidung muss aus der Schrift begründet werden.“
4. Deshalb sage ich nochmals: Was Gott nicht geregelt hat, das muss frei bleiben, und es ist ein Unrecht zu regeln, was Gott nicht geregelt hat.
5. Nun zu den Bildern: Die Bilder sind zwar unnötig, aber Gott hat die Entscheidung darüber den Menschen überlassen, bis auf einen Punkt: „Bilder dürfen nicht angebetet werden!“
6. Wie kann man sagen, dass Gott die Entscheidung über die Bilder den Menschen freigestellt hat, wenn es doch im zweiten Gebot heißt: „Du sollst dir kein Abbild schaffen“? Es gibt auch die Auslegung, dass damit nur gemeint ist, dass man sie nicht anbeten darf, denn auch Mose hat die eherne Schlange geschaffen, und sie wurde jahrhundertelang aufbewahrt und erst vernichtet, als Menschen begannen, sie anzubeten. So hat auch Paulus in Athen die Bildnisse der heidnischen Götter nicht zerstört, sondern sie als Anknüpfungspunkt für seine Predigt an die Athener benutzt.

## Wirkungsgeschichte
- Die besondere Bedeutung der Invokavitpredigten liegt in der Ausrichtung, die Luther damit der Reformation in Deutschland gegeben hat: „Friedliche Reformation, nicht gewaltsame Revolution“.

- Die Invokavitpredigten geben in den lutherischen Kirchen das Grundschema für Konfliktlösungen vor: „Überzeugen aus der Kraft des Wortes Gottes heraus, nicht durch Einsatz von Gewalt!“

- Schlussendlich umstritten bleibt die Argumentation Luthers gegen Karlstadt: Dieser habe zwar an sich mit seinen Reformen recht, habe sie aber ohne Rücksichtnahme auf „die Schwachen“ in der Gemeinde zu schnell durchgeführt. Wirkungsgeschichtlich zeigt sich, dass praktisch genommen jede Reform in den lutherischen Kirchen genau mit diesem Argument endlos hinausgezögert werden kann.

## Edition
- Acht Sermone D. Martin Luthers, von ihm gepredigt in der Fastenzeit 9.–16. März 1522. Edition und Einführung von Gerhard Krause. In: Karin Bornkamm und Gerhard Ebeling (Hrsg.): Martin Luther. Ausgewählte Schriften. Band I. 2. Aufl., Insel Verlag, Frankfurt am Main 1983, S. 271–307.